# Mer d'Émeraude
Mer d'Émeraude är ett hav i Madagaskar. Det ligger i den norra delen av landet, 800 km norr om huvudstaden Antananarivo.